# Meioneta fuscipalpa
Meioneta fuscipalpa là một loài nhện trong họ Linyphiidae.
Loài này thuộc chi Meioneta. Meioneta fuscipalpa được Carl Ludwig Koch miêu tả năm 1836.